# NSU 6/14 PS
Der NSU 6/14 PS war ein PKW der unteren Mittelklasse, den die Neckarsulmer Fahrzeugwerke Aktiengesellschaft in den Jahren 1909 bis 1911 bauten. Es war der Nachfolger des 6/12 PS und als preiswerter Wagen für Ärzte und Geschäftsleute gedacht, die viel unterwegs waren.
Der wassergekühlte Motor war ein Vierzylinder-Blockmotor mit einem Hubraum von 1560 cm³ (Bohrung × Hub = 75 × 88 mm), der 14 PS (10,3 kW) bei 1650/min leistete. Dieser Motor hatte eine dreifach gelagerte Kurbelwelle, eine Magnetzündung, eine automatische Zentralschmierung und stehende Ventile in einem L-Zylinderkopf. Die Kraft wurde über eine Lamellenkupplung im Ölbad, ein Dreiganggetriebe mit rechts angebrachter Kulissenschaltung und eine Kardanwelle auf die Hinterräder übertragen. Der Radstand der Wagen betrug 2650 mm, ihre Spurweite unverändert 1150 mm und ihr Gewicht 1250 kg. Die Höchstgeschwindigkeit lag bei etwa 55 km/h.
Im Jahre 1911 ersetzte der 6/18 PS dieses Modell.